# David Hampton (Eisschnellläufer)
David Hampton (* 16. Dezember 1947) ist ein ehemaliger britischer Eisschnellläufer und Shorttracker.
Hampton startete im Eisschnelllauf international erstmals in der Saison 1970/71. Dabei belegte er bei der Mehrkampfeuropameisterschaft 1971 in Heerenveen und bei der Mehrkampf-Weltmeisterschaft 1971 in Göteborg jeweils den 26. Platz im Großen Vierkampf. In der folgenden Saison lief er bei der Mehrkampfeuropameisterschaft 1972 in Davos auf den 20. Platz und bei der Mehrkampf-Weltmeisterschaft 1972 auf den 21. Rang im Großen Vierkampf. Beim Saisonhöhepunkt, den Olympischen Winterspielen 1972 in Sapporo, nahm er an allen vier Läufen teil. Dabei kam er auf den 29. Platz über 1500 m, auf den 24. Rang über 500 m, auf den 22. Platz über 5000 m sowie auf den 20. Platz über 10.000 m. Im Shorttrack gewann er bei den Shorttrack-Weltmeisterschaften 1976 in Champaign die Silbermedaille und die Goldmedaille in den Staffelwettbewerben.

## Persönliche Bestleistungen im Eisschnelllauf
| Disziplin | Zeit         | Datum            | Ort        |
| --------- | ------------ | ---------------- | ---------- |
| 500 m     | 41,83 s      | 20. Februar 1972 | Oslo       |
| 1500 m    | 2:08,60 min  | 15. Januar 1972  | Davos      |
| 3000 m    | 4:48,80 min  | 6. Dezember 1971 | Heerenveen |
| 5000 m    | 7:54,73 min  | 22. Januar 1972  | Davos      |
| 10.000 m  | 16:39,01 min | 7. Februar 1972  | Sapporo    |